# 7. Unterseebootsflottille
De 7. Unterseebootsflottille, ook bekend onder de naam Unterseebootsflottille Wegener, was een operationele eenheid U-Boten van de Duitse Kriegsmarine. De eenheid werd op 25 juni 1938 opgericht en kwam onder leiding te staan van Ernst Sobe. De naam was te danken aan de succesvolle marineofficier Bernd Wegener, die tijdens Eerste Wereldoorlog in zijn U 27 sneuvelde.
111 U-Boten maakten tijdens het bestaan van de eenheid deel uit van de 7. Unterseebootsflottille. De eenheid zat in haar eerste jaren gevestigd in Kiel en werd in september 1940 na de Slag om Frankrijk overgeplaatst naar het beter gelegen St. Nazaire In augustus 1944 na Operatie Overlord vertrokken de meeste boten richting een nieuwe eenheid in het nog veilige Noorwegen. Desondanks bleef de 6. Unterseebootsflottille nog altijd de beschikking houden over enkele boten. De eenheid werd in mei 1945 na de Duitse capitulatie officieel opgeheven.

## Commandanten
- juni 1938 - december 1939 - Korvettenkapitän Ernst Sobe[1]
- januari 1940 - mei 1940 - Korvettenkapitän Hans-Rudolf Rösing[1]
- mei 1940 - september 1940 - Kapitänleutnant Herbert Sohler[1]
- september 1940 - februari 1944 - Korvettenkapitän Herbert Sohler[1]
- maart 1944 - mei 1945 - Korvettenkapitän Adolf Piening[1]

## Organisatie
De 7. Unterseebootsflottille maakte deel uit van de Führer der Unterseeboote West (F.d.U. West), dat was gevestigd in Parijs. Naast de 7. Unterseebootsflottille maakte ook de volgende eenheden deel uit van de F.d.U. West:
- 1. Unterseebootsflottille, met het hoofdkwartier in Brest
- 2. Unterseebootsflottille, met het hoofdkwartier in Lorient
- 3. Unterseebootsflottille, met het hoofdkwartier in La Rochelle
- 6. Unterseebootsflottille, met het hoofdkwartier in St. Nazaire
- 9. Unterseebootsflottille, met het hoofdkwartier in Brest
- 10. Unterseebootsflottille, met het hoofdkwartier in Lorient
- 12. Unterseebootsflottille, met het hoofdkwartier in Bordeaux

## Inzet U-Boten
| Type         | Aantal |
| ------------ | ------ |
| Type VIIB    | 19     |
| Type VIIC    | 89     |
| Type VIIC/41 | 2      |
| Type U-A     | 1      |